# Keskinen Kyynärö
Keskinen Kyynärö är en sjö i kommunen Tavastehus i landskapet Egentliga Tavastland i Finland. Sjön ligger 109,2 meter över havet. Arean är 36 hektar och strandlinjen är 3 kilometer lång. Sjön  ingår i Kumo älvs huvudavrinningsområde.   Den ligger omkring 31 km nordöst om Tavastehus och omkring 120 km norr om Helsingfors. 